# Viscount Hereford

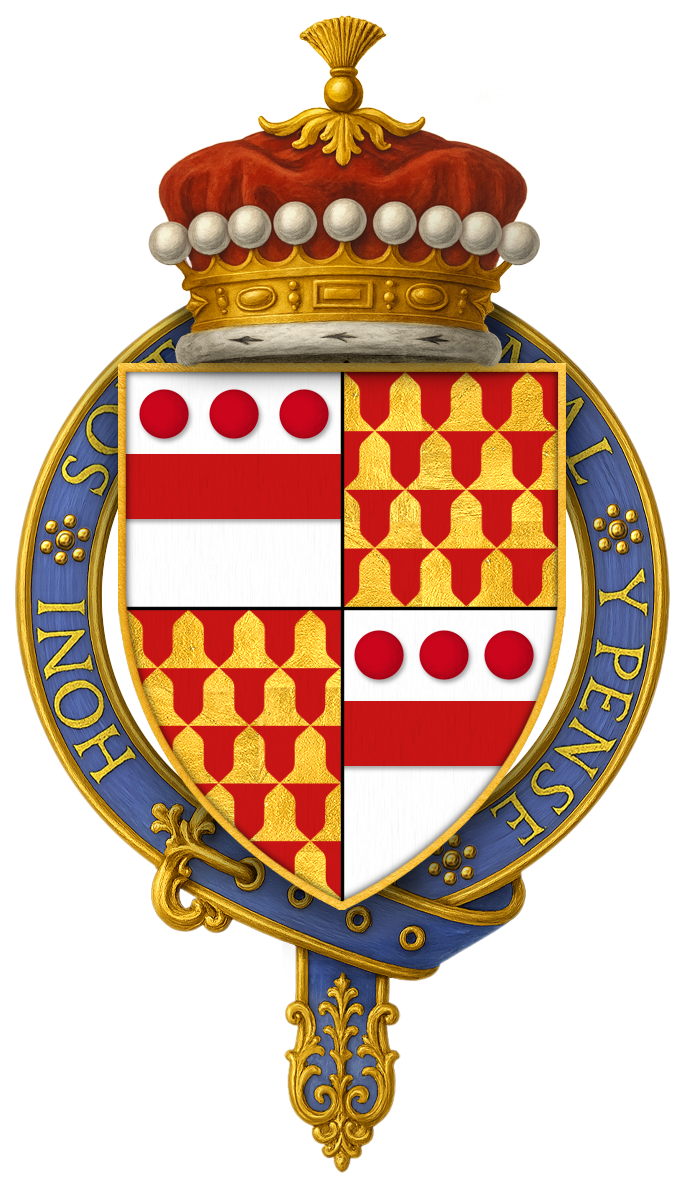
Wappen des 1. Viscount Hereford

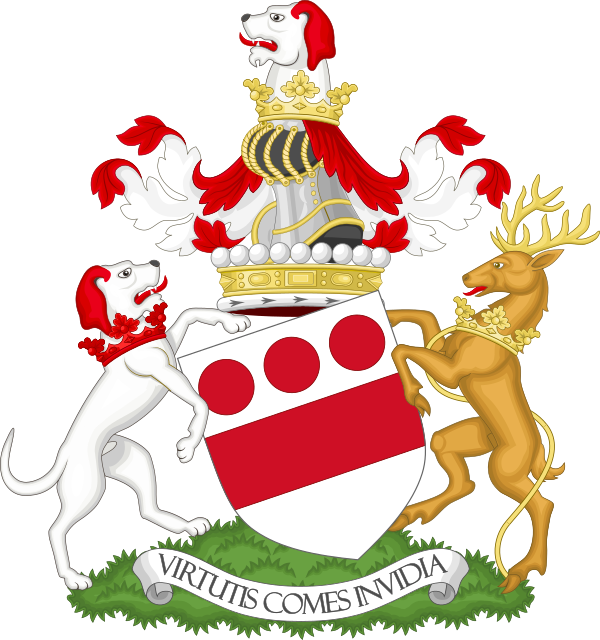
Wappen des heutigen Viscounts Hereford

Viscount Hereford ist ein erblicher britischer Adelstitel in der Peerage of England. Er ist der älteste noch bestehende und damit ranghöchste Viscount-Titel Englands.

## Verleihung, nachgeordnete und weitere Titel
Der Titel wurde am 2. Februar 1550 für Walter Devereux, 10. Baron Ferrers of Chartley geschaffen. Er führte bereits den 1299 in der Peerage of England geschaffenen Titel Baron Ferrers of Chartley. Sein Enkel, der 2. Viscount, wurde 1572 in der Peerage of England zum Earl of Essex erhoben. Er erbte zudem 1571 den 1342 in der Peerage of England geschaffenen Titel Baron Bourchier. Dessen Sohn, der 2. Earl, wurde 1601 wegen Hochverrats hingerichtet und alle seine Titel aberkannt. Sie wurden 1604 für seinen Sohn als 3. Earl wiederhergestellt. Beim Tod des 3. Earls 1646 erlosch das Earldom. Die als Barony by writ in weiblicher Linie erblichen Baronien Ferrers of Chartley und Bourchier fielen in Abeyance. Der Viscountcy ging an Sir Walter Devereux, 2. Baronet als 5. Viscount Hereford, der bereits die 1611 in der Baronetage of England geschaffene Devereux Baronetcy, of Castle Bromwich in the County of Warwick, innehatte. Seine Nachfahren führen die Titel bis heute.

## Liste der Viscounts Hereford (1550)
- Walter Devereux, 1. Viscount Hereford (1489–1558)
- Walter Devereux, 1. Earl of Essex, 2. Viscount Hereford (1539–1576) (1572 zum Earl of Essex erhoben)
- Robert Devereux, 2. Earl of Essex, 3. Viscount Hereford (1566–1601) (Titel verwirkt 1601)
- Robert Devereux, 3. Earl of Essex, 4. Viscount Hereford (1591–1646) (Titel wiederhergestellt 1604; Titel Earl of Essex 1646 erloschen)
- Walter Devereux, 5. Viscount Hereford (1578–1658)
- Leicester Devereux, 6. Viscount Hereford (1617–1676)
- Leicester Devereux, 7. Viscount Hereford (1674–1683)
- Edward Devereux, 8. Viscount Hereford (1675–1700)
- Price Devereux, 9. Viscount Hereford (1664–1740)
- Price Devereux, 10. Viscount Hereford (1694–1748)
- Edward Devereux, 11. Viscount Hereford († 1760)
- Edward Devereux, 12. Viscount Hereford (1740–1783)
- George Devereux, 13. Viscount Hereford (1744–1804)
- Henry Devereux, 14. Viscount Hereford (1777–1843)
- Robert Devereux, 15. Viscount Hereford († 1855)
- Robert Devereux, 16. Viscount Hereford (1843–1930)
- Robert Devereux, 17. Viscount Hereford (1865–1952)
- Robert Devereux, 18. Viscount Hereford (1932–2004)
- Robin Devereux, 19. Viscount Hereford (* 1975)

Heir apparent ist der älteste Sohn des jetzigen Titelinhabers Henry Devereux (* 2015).